# Paola Carosella
Paola Florencia Carosella (Buenos Aires, 30 de octubre de 1972) es una cocinera, empresaria, ejecutiva y chef célebre argentina que actualmente reside en Brasil.

## Biografía
Nació en Argentina, la única hija de una familia de clase media. Sus abuelos, tanto paternos como maternos, son de Italia. Su padre, el italiano Roberto Carosella, era fotógrafo y piloto de carreras, mientras que su madre, Irma Polverari, desarrolló una exitosa carrera como abogada.
Sus abuelas, que plantaban y cosechaban sus alimentos, la introdujeron a la cocina. Después de terminar la secundaria, Paola comenzó a trabajar en restaurantes en Buenos Aires. Paola actualmente trabaja en MasterChef Brasil como jurado junto al brasileño Henrique Fogaça y el chef francés Érick Jacquin.
El 7 de noviembre de 2016, Paola lanzó su primer libro que es una mezcla de autobiografía y una colección de recetas, llamado "Todas as sextas" (Todos los viernes).

## Carrera gastronómica
Trabajó con el chef argentino Francis Mallmann antes de viajar a París y trabajar en restaurantes como Le Grand Véfour, Le Celadon y Le Bristol. También trabajó como cocinera en restaurantes en California, Estados Unidos y Uruguay, antes de mudarse a Mendoza, Argentina, en 1994, y trabajar en el restaurante Patagonia West en la ciudad de Nueva York.

### A Figueira Rubaiyat
En 2001, fue invitada a mudarse a São Paulo, Brasil, para abrir y dirigir la cocina del restaurante A Figueira Rubaiyat, junto con Francis Mallmann y Belarmino Fernández Iglesias.

## Restaurantes
- 2001 - A Figueira Rubaiyat
- 2003 - Julia Cocina
- 2008 - Arturito[2]
- 2014 - La Guapa

## Premios
- 2009: Revelación principal en la revista Gula
- 2009: Mejor restaurante variado en la revista Veja
- 2010: Chef del año en la revista Veja.
- 2010: Mejor restaurante variado en la revista Veja
- 2014: Mejor chef del año por Guia da Folha
- 2016/2017: Mejor Salgado en Veja São Paulo Comer y beber